# Raspailiidae
Raspailiidae é uma família de esponjas marinhas da ordem Poecilosclerida.

## Gêneros
Subfamília Cyamoninae Hooper, 2002
- Cyamon Gray, 1867
- Trikentrion Ehlers, 1870
- Waltherarndtia de Laubenfels, 1936

Subfamília Echinodictyinae Hooper, 2002
- Amphinomia Hooper, 1991
- Cantabrina Ferrer-Hernandez, 1914
- Echinodictyum Ridley, 1881

Subfamília Plocamioninae Hooper, 2002
- Janulum de Laubenfels, 1936
- Lithoplocamia Dendy, 1922
- Plocamione Topsent, 1927

Subfamília Raspailiinae Nardo, 1833
- Acanthostylotella Burton e Rao, 1932
- Aulospongus Norman, 1878
- Ectyoplasia Topsent, 1930
- Endectyon Topsent, 1920
- Eurypon Gray, 1867
- Hymeraphia Bowerbank, 1864
- Raspaciona Topsent, 1936
- Raspailia Nardo, 1833
- Rhabdeurypon Vacelet, 1969
- Trachostylea Topsent, 1928

Subfamília Thrinacophorinae Hooper, 2002
- Axechina Hentschel, 1912
- Ceratopsion Strand, 1928
- Thrinacophora Ridley, 1885